# UNITED・ウォーターポロクラブ
UNITED（ユナイテッド）・ウォーターポロクラブ（United Water Polo Club）は、2002年に日本で設立された水球のクラブチームである。
近年では水球のみに留まらず、スポーツ文化の普及・発展を目指した取り組みに尽力している。

## 主なメンバー
- 山本紘之

チーム創設メンバーの1人であり、2023年現在、チームの代表者である。選手として大きな実績は無いものの、水球チームとしての活動に加え、事業活動・地域貢献活動などを積極的に行っている。

## 主な成績
- 和歌山県水球選手権：優勝（2010年）
- 社会人水球選手権：優勝（2015年）
- 日本選手権最終予選会：出場（2016年ほか）